# Tetragnatha torrensis
Tetragnatha torrensis är en spindelart som beskrevs av Schmidt och Piepho 1994. Tetragnatha torrensis ingår i släktet sträckkäkspindlar, och familjen käkspindlar. Inga underarter finns listade i Catalogue of Life.